# Sionologia
Sionologia (em russo: сионология sionologhiya) foi uma doutrina promulgada na União Soviética durante a Guerra Fria, e intensificada após a Guerra dos seis dias de 1967. Foi oficialmente patrocinada pelo departamento de Propaganda do Partido Comunista da União Soviética e pela KGB. A sionologia era profundamente antissionista, alegava que o sionismo é uma forma de racismo e que os sionistas eram semelhantes aos nazistas. Oficialmente, a União Soviética se opunha ao racismo, os sionologistas, portanto, afirmavam que não eram racistas ou antissemitas.

## Contexto
A sionologia foi apresentada como uma ciência sociopolítica, mas há pouca ou nenhuma evidência de que ela seja compatível com o método científico. Na linha das políticas oficiais soviéticas antiIsrael e antiocidentais, os soviéticos reciclaram frequentemente as difamações antissemitas no contexto marxista.
O sionismo, movimento nacional pelo regresso do povo Judeu a Sião, e sua autodeterminação ali, formado sob uma forte influência esquerdista e socialista, foi deturpado de acordo com a política do Partido. Em seu livro de 1969, Cuidado! Sionismo, um dos principais sionologistas, Yuri Ivanov, definiu-o como a "ideologia de organizações informalmente conectadas e prática política da burguesia judaica, fundida com esferas monopolistas nos EUA. O sionismo põe em andamento o chauvinismo militante e o anticomunismo".
Alguns livros sionologistas, "expondo" o sionismo e o judaísmo, foram inclusos na "lista de leitura obrigatória" para pessoal militar, da polícia, estudantes, professores, e membros do partido comunista soviético, e foram publicados em grandes números.
Alguns notáveis "sionologistas" eram judeus étnicos, que supostamente deveriam representar uma "opinião de um perito". Frequentemente, suas obras consideravam qualquer expressão do judaísmo como sionista, e consequentemente recomendavam a sua repressão.
Em Novembro de 1975, o famoso historiador e académico soviético M. Korostovtsev escreveu uma carta ao Secretário do Comité Central, Mikhail Suslov, referindo-se ao livro A Contrarrevolução Transgressora, de Vladimir Begun, nos seguintes termos: "…ele incita perceptivelmente o antissemitismo sob a bandeira do antissionismo".
A terceira edição da "Grande Enciclopédia Soviética", de trinta volumes, publicada oficialmente pelo estado soviético, do período 1969–1978, Большая Советская энциклопедия (БСЭ), qualifica o sionismo como racismo, e faz as seguintes afirmações:
- "Os principais postulados do moderno sionismo são o chauvinismo militante, racismo, anticomunismo e antissovietismo".
- "A essência reacionária anti-humana do sionismo" é "luta aberta e secreta contra a liberdade de movimento e contra a URSS".
- "A Organização Sionista Internacional detém grandes fundos financeiros, em parte através de monopolistas judeus e em parte recolhidos por caridades judaicas obrigatórias", ela também "influencia ou controla parte significativa das agências informativas e outras fontes do ocidente".
- "Servindo como a frente avançada do colonialismo e do neocolonialismo, o sionismo internacional participa ativamente na luta contra movimentos de libertação nacional dos povos da África, Ásia, e América Latina".
- "Um processo de assimilação natural e objetivo dos judeus cresce por todo o mundo".

Paul Johnson e outros historiadores afirmam que a Resolução 3379 da Assembleia Geral das Nações Unidas, de 10 de Novembro de 1975, que rotulava sionismo como racismo, foi orquestrada pela URSS. Ela foi anulada pela Resolução 4686 da Assembleia Geral das Nações Unidas, em dezembro de 1991, coincidindo com o colapso da União Soviética.
Outro tema recorrente da sionologia era a Negação do Holocausto, tais como a alegação de laços secretos entre os nazis e a liderança sionista. A tese de doutoramento de 1982 de Mahmoud Abbas, cofundador da Fatah, e um dos líderes da Organização de Libertação da Palestina, que se doutorou em história na Faculdade Oriental de Moscovo, era "A Ligação Secreta entre os Nazis e os Líderes do Movimento Sionista".